# Peter Parker (empresario británico)
Sir Peter Parker KBE LVO (30 de agosto de 1924 - 28 de abril de 2002) fue un empresario británico y presidente de la Junta de Ferrocarriles Británicos de 1976 a 1983.

## Primeros años de vida
Parker nació en Francia el 30 de agosto de 1924 pero pasó parte de su infancia en Shanghái, donde su padre trabajaba para una empresa petrolera. La familia fue evacuada de China en 1937, y mientras su padre se fue a trabajar a África, su madre y el resto de la familia se establecieron en Bedford, Inglaterra, donde asistió a la Bedford School . Después de dejar la escuela, ganó una beca para estudiar en la Escuela de Estudios Orientales y Africanos de la Universidad de Londres y fue asignado a estudiar japonés. Era uno de los "chicos de Dulwich", treinta estudiantes de sexto grado reclutados para aumentar las filas de traductores militares que se alojaban en Dulwich College .  
En 1943 se unió al Cuerpo de Inteligencia del ejército británico, sirviendo primero en India y Birmania, y más tarde en Estados Unidos y Japón, alcanzando finalmente el rango de mayor .  En 1947 dejó el ejército y, después de una conversación tomando un té con Lord Murray de Newhaven, leyó historia en el Lincoln College de Oxford .
En Oxford se unió a la Dramatic Society, donde fue ampliamente considerado como el mejor actor universitario de su época junto a sus contemporáneos Kenneth Tynan, John Schlesinger y Lindsay Anderson . Parker conoció a Shirley Catlin (la futura Shirley Williams ) en el club del Partido Laborista de la universidad y tuvieron una relación. En su autobiografía ( Climping the Bookshelves ) Williams dice que "...para la primavera de 1949 yo estaba enamorada de él, y él, un poco, de mí...". Se presentó sin éxito como candidato laborista de Bedford en las elecciones generales de 1951 .

## Carrera
Después de graduarse, pasó dos años en Philips antes de convertirse en jefe del departamento de ultramar de la Sociedad Industrial . Organizó una conferencia de estudio sobre los problemas humanos en la industria por invitación del duque de Edimburgo, por la que fue nombrado teniente de la Real Orden Victoriana en 1957. Luego se unió a Booker McConnell, convirtiéndose en director de la empresa.
Permaneció en la junta directiva de Booker hasta 1970, cuando fue nombrado presidente designado de la recién nacionalizada Autoridad Portuaria Nacional. Esto fue descartado tras la elección del Gobierno de Heath en 1970, lo que dejó a Parker buscando otros cargos directivos hasta su nombramiento en 1976 como presidente de la British Rail Board .

### Presidente de British Rail
Parker sucedió a Sir Richard Marsh y fue nombrado presidente de British Rail en 1976 por el gobierno laborista y continuó en el cargo durante la presidencia de Margaret Thatcher. Guio a la organización a través de tiempos difíciles hasta los inicios del resurgimiento de los viajes en tren en el Reino Unido.
Políticamente, era socialista (pero luego se unió al Partido Socialdemócrata (SDP) ). Sus principios socialistas fueron severamente puestos a prueba por las dificultades en las relaciones laborales con los tres sindicatos ferroviarios ( ASLEF, el Sindicato Nacional de Ferroviarios y la Asociación de Personal Asalariado del Transporte ) mientras era presidente de British Rail. Durante su presidencia se produjeron varias huelgas importantes en el sistema ferroviario.
Parker reorganizó la gestión del sistema ferroviario, creando cinco sectores empresariales, en lugar de basarlo en regiones geográficas. Criticó la inversión insuficiente en los ferrocarriles por parte de los sucesivos gobiernos británicos, afirmando que estaba tratando de apuntalar "el borde de la calidad que se desmorona". También hizo una enérgica campaña contra el lobby anti-ferrocarril, sobre todo resistiendo con éxito los efectos del Informe Serpell en las finanzas ferroviarias en 1982, que no hacía recomendaciones pero sí presentaba varias opciones para una red futura, algunas de las cuales habrían implicado cierres.
En una ocasión, Parker tuvo que tomar un tren de Crewe a Carlisle, pero llegó tarde y accidentalmente abordó un servicio sin escalas con destino a London Euston .  Parker fue sucedido en 1983 por el vicepresidente Robert Reid . 

### Carrera posterior
Sus otros nombramientos incluyeron la presidencia del Rockware Group (1971–76 y 1983–92); Bookers Ingeniería y Participaciones Industriales (1966-1970); Maltsters británicos asociados (1971–73); Curtis Brown (1971–76); Día del amanecer (1971–76); Mitsubishi Electric Reino Unido (1984–96); y Whitehead Mann (1984-2000). También fue presidente del Teatro Nacional, de la Autoridad de Turismo Británica y del Westfield College . Fue nombrado caballero en 1978 y nombrado KBE en 1993. Se le confirió el Gran Cordón de la Orden del Tesoro Sagrado de Primera Clase (1991) (Japón). 
En 1982 recibió un doctorado honorario de la Universidad de Bath .

## Vida personal
Parker se casó con Gillian Rowe-Dutton en 1951, una médica general y jardinera que escribió The Purest of Pleasures: Creation of a Romantic Garden . La pareja tuvo tres hijos (Alan Parker, relaciones públicas y ex director ejecutivo de Save the Children Fund ; Oliver Parker, director de cine; Nathaniel Parker, el actor  ), y una hija.

## Muerte y legado
Parker murió el 28 de abril de 2002 de un presunto ataque cardíaco durante un viaje a Turquía. 
Parker fue el primer expresidente de British Rail en tener una locomotora con su nombre. En una ceremonia en Old Oak Common TMD el 17 de septiembre de 2003, Lady Parker nombró al automóvil motor Clase 43 número 43127 "Sir Peter Parker 1924-2002 Cotswold Line 150". El nombramiento había sido acordado entre Cotswold Line Promotion Group, que proporcionó las placas de identificación, y First Great Western, para celebrar conjuntamente la vida y obra de Parker y el 150 aniversario de la apertura de la línea Cotswold entre Oxford y Worcester en 1853. Parker era un usuario habitual de la estación Charlbury de esa línea. 